# De huishouding
De huishouding is een sprookje dat werd verzameld door de gebroeders Grimm voor Kinder- und Hausmärchen en kreeg het volgnummer KHM140. De oorspronkelijke naam is Das Hausgesinde.

## Het verhaal
Ze gaan samen naar Walpe en ze heeft een man met de naam Cham en de ander ook. Ze hebben beide een kind met de naam Bint en ze hebben een wieg Hippeldieg. De knecht heet Werk-niet-slecht en ze gaan naar Walpe.

## Achtergronden
- Het sprookje komt uit de omgeving van Paderborn en was in dialect opgetekend.
- Het is een kettingverhaaltje, zoals in heel West-Europa voorkwam. Zie ook Luisje en Vlootje (KHM30)